# Jack Ferrante
Jack Anthony Ferrante (* 9. März 1916 in Camden, New Jersey; † 24. November 2006 in Yardley, Pennsylvania), Spitzname: Blackjack, war ein US-amerikanischer American-Football-Spieler und -Trainer. Er spielte unter anderem als End in der National Football League (NFL) bei den Philadelphia Eagles.

## Spielerlaufbahn

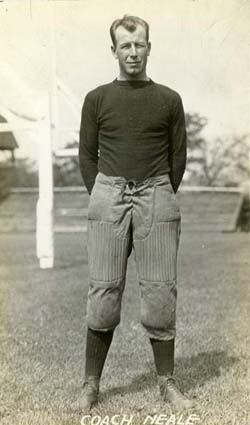
Greasy Neale

Jack Ferrante begann seine Spielerlaufbahn nicht auf einer High School und studierte nie an einem College. Nach dem Umzug seiner Familie von New Jersey nach Philadelphia arbeitete er in einem Supermarkt und spielte ab 1934 auf Sandplätzen bei unterklassigen Footballmannschaften. Im Jahr 1939 erhielt er von den Eagles, die von Bert Bell trainiert wurden, die Möglichkeit an einem Probetraining teilzunehmen, wo er jedoch nicht zu überzeugen wusste. Stattdessen nahm ihn ein Farmteam der Eagles unter Vertrag, was ihm ein Salär von sieben US-Dollar pro Spiel einbrachte. 1941 wurde er nochmals in das Trainingslager der Eagles eingeladen. Nachdem er drei Spiele für die Mannschaft aus Philadelphia abgeleistet hatte, wurde er wieder in das Farmteam zurückgeschickt, da er nicht überzeugen konnte. Greasy Neale, der neue Trainer der Eagles, behielt ihn aber im Auge. Im Jahr 1944 waren Spieler aufgrund des Zweiten Weltkriegs knapp und Neale holte Ferrante zu den Eagles zurück.

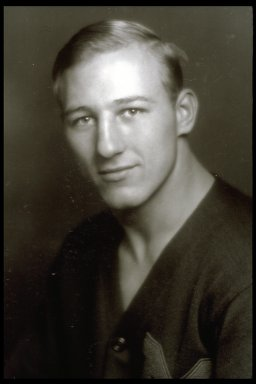
Al Wistert

Diese Entscheidung sollte zum Glücksfall für Ferrante und für die Eagles werden, die sich zu einer der besten Footballmannschaft der 1940er Jahre entwickelten. Innerhalb weniger Jahre gelang es den Eagles den Kader mit Starspielern wie Pete Pihos, Steve Van Buren oder Bucko Kilroy deutlich zu verstärken. Spieler, wie Vic Sears oder Al Wistert, die bereits bei den Eagles unter Vertrag standen, entwickelten sich zu Leistungsträgern.
Im Jahr 1947 zog Ferrante mit seinem Team zum ersten Mal in das NFL-Meisterschaftsspiel ein, wo man allerdings den Chicago Cardinals mit 28:21 unterlag. Ferrante konnte acht Pässe für einen Raumgewinn von 73 Yards fangen.
1948 konnte Jack Ferrante seine erste NFL Meisterschaft gewinnen. Erneut waren die Cardinals der Gegner – diesmal unterlagen sie allerdings den Eagles mit 0:7. Im folgenden Jahr zogen die Eagles erneut in das Endspiel ein und Ferrante gewann seinen zweiten NFL-Titel. Das Team aus Philadelphia schlug nach einer Saison mit 11 Siegen bei einer Niederlage im NFL-Endspiel die Los Angeles Rams mit 14:0.
Nach der Saison 1950 beendete Jack Ferrante seine Laufbahn, nachdem die Eagles seinen Gehaltsforderungen nicht nachgekommen waren und ihn zu den Detroit Lions abgeben wollten.

## Ehrungen
Jack Ferrante wurde zweimal zum All-Pro gewählt. Er ist Mitglied im NFL 1940s All-Decade Team und in der Delaware County Athletes Hall of Fame.

## Nach der NFL
Jack Ferrante wurde Verkäufer bei einer Brauereigesellschaft. Nebenbei trainierte er eine High School Footballmannschaft und eine unterklassige Profimannschaft. Im Jahr 1977 setzte er sich zur Ruhe. „Blackjack“ Ferrante ist auf dem Saints Peter and Paul Cemetery in Springfield beerdigt.